# In einem Land vor unserer Zeit XIII – Auf der Suche nach dem Beerental
In einem Land vor unserer Zeit XIII – Auf der Suche nach dem Beerental ist ein US-amerikanischer Zeichentrickfilm. Regie führten Jamie Mitchell und Charles Grosvenor. Der Film ist im Jahr 2007 in den USA. Er stammt von Universal Pictures.

## Handlung
Als Littlefoot eines Tages bei einer Futtersuche in Gefahr gerät und in letzter Sekunde von seiner Großmutter gerettet wird, erzählt diese ihm von den alten Weisheiten. Drei Gelbbäuche, eine äußerst tollpatschige Saurierart, die auf der Suche nach ihrer Herde im großen Tal vorbeikommen, scheinen allerdings noch nie etwas von den Weisheiten gehört zu haben. Nun liegt es an Littlefoot und seinen Freunden, dem Trio zu helfen.

## Charaktere
| Rolle                  | Gattung     | Englischer Sprecher | Deutscher Sprecher   |
| ---------------------- | ----------- | ------------------- | -------------------- |
| Littlefoot             | Apatosaurus | Cody Arens          | Rubina Nath          |
| Cera                   | Triceratops | Anndi McAfee        | Magdalena Turba      |
| Ducky                  | Saurolophus | Aria Noelle Curzon  | Julia Stoepel        |
| Petrie                 | Pteranodon  | Jeff Bennett        | Wolfgang Ziffer      |
| Spike                  | Stegosaurus | Rob Paulsen         | Mario von Jascheroff |
| Littlefoots Großmutter | Apatosaurus | Miriam Flynn        | Rita Engelmann       |
| Erzähler               |             | John Ingle          | Roland Hemmo         |
| Doofah                 |             | Sandrah Oh          | Christin Marquitan   |
| Loofah                 |             | Cuba Gooding jr.    | Dietmar Wunder       |
| Ceras Vater            | Triceratops | John Ingle          | Helmut Krauss        |
| Tria                   | Triceratops | Jessica Gee         | Arianne Borbach      |